# エラ・コウリシアニ
エラ・コウリシアニ（Ela Koulisiani, 2002年10月1日 - ）は、チェコの女子バレーボール選手。チェコ代表。

## 来歴

### クラブチーム
2019年、VK Královo Pole Brnoに入団。4年間プレーし、チェコ国内リーグでは優勝1回、準優勝1回の成績を残した。2023年8月、フランスのPays d'Aix Venellesへの移籍が発表され、2024/25シーズンにはフランスリーグ、フランスカップで3位となった。2025年6月、イタリアセリエAのクーネオ・グランダ・バレーへの移籍が発表された。

### 代表チーム
アンダーカテゴリーの代表として2017年、U-16欧州選手権に出場。2021年、シニア代表に初選出。2022年のヨーロッパゴールデンリーグに出場し銀メダルを獲得した。同年9-10月の世界選手権に出場した。2023年、欧州選手権に出場した。同年9月のパリ五輪予選に出場した。2024年、ヨーロッパゴールデンリーグで銀メダルを獲得した。同年のチャレンジャーカップに出場し優勝に貢献した。2025年、ネーションズリーグに出場した。

## 球歴
- 世界選手権 - 2022年
- 欧州選手権 - 2023年
- ネーションズリーグ - 2025年
- チャレンジャーカップ - 2024年

## 所属クラブ
- VK Královo Pole Brno（2019-2023年）
- Pays d'Aix Venelles（2023-2025年）
- クーネオ・グランダ・バレー（2025年-）